# Feliciana San José
Feliciana de San José (Calahorra, 1564-1652) fue una escritora española monja ordenada con el nombre de Feliciana Eufrosina de Santoro.

## Biografía
En 1588 ingresa en el convento de carmelita desçalza en S. Joseph de Çaragoça, como Feliciana Eufrosina de Santoro. Perteneciente a una familia acomodada e hija única del juriconsultor y escritor Basilio Santoro. Después de varios intentos de abrazar la vida religiosa, no exentos de enfrentamientos familiares, y gracias a la ayuda de Juana Enríquez y de Isabel Santo Domingo entró sin dote en el citado convento zaragozano.Como tantas religiosas de su tiempo, San José escribió por mandato de sus confesores las relaciones de su vida, de sus experiencias íntimas espirituales. Miguel Batista de Lanuza compuso Vida de la venerable Feliciana de San José, una obra que se explica por la amistad del cronista y la monja  además de por la vinculación de De Lanuza con la religión carmelitana. Este retrato obedece a un deseo de construir y difundir una imagen de la religiosa como mujer santa, a la vez que resulta un instrumento más de propaganda y de promoción colectiva de la orden carmelita.

## Obra literaria
San José escribe la Recreación espiritual para su propio aprovechamiento y como terapia para atenuar sus dolencias. La escribió dieciséis años después de ingresar en el convento. se  percibe a sí misma como una compiladora, y como ella misma declara, "reúne y funde pasajes de la Sagrada Escritura, de los santos, de los Padres de la Iglesia y de otros autores silenciados entre ellos fray Luis de Granada" eligiendo el diálogo como cauce discursivo y recurso literario. 
En Recreación Espiritual elige cinco mujeres como interlocutoras de dos coloquios espirituales que tienen lugar en la huerta del convento junto a un laurel el día de San Pedro, en las horas de recreación de la mañana y de la tarde.